# Hydrometridae
Le idrometre (Hydrometridae Billberg, 1820) sono una famiglia di insetti acquaioli appartenente all'ordine dei Rincoti Eterotteri (Gerromorpha).

## Morfologia
Le idrometre sono insetti di piccole o medie dimensioni, con corpo stretto e allungato, lungo da 3 a 20 mm. La caratteristica morfologica più evidente è la notevole lunghezza del capo e la forma strettissima.
Il capo porta tre paia simmetriche di tricobotri alloggiati in fossette del tegumento, due paia in posizione frontale e un paio in posizione retroculare. Le antenne sono lunghe e filiformi, composte di 4 segmenti. Gli occhi sono piccoli, disposti a metà lunghezza del capo e gli ocelli sono rudimentali. Il rostro è composto da 4 segmenti, è lungo ma più breve del capo.
Il torace mostra un pronoto allungato, ma molto più corto del capo, che si prolunga posteriormente a coprire il mesonoto e lo scutello. Le ghiandole ripugnatorie metatoraciche sono presenti nelle sottofamiglie Limnobatodinae e Heterocleptine. Sono presenti specie alate o meiottere. Le ali anteriori hanno una venatura ridotta, che delimita al massimo 4 cellule chiuse. Le zampe sono strette e allungate ma con femori posteriori più brevi dell'addome. I tarsi sono composti da tre articoli e hanno unghie apicali. A differenza dei Gerridi, le idrometre usano per l'appoggio e la locomozione tutte le zampe e quelle anteriori non sono differenziate in raptatorie.

## Biologia e diffusione
La famiglia è cosmopolita ma la maggior parte delle specie è diffusa nelle regioni tropicali. È composta da insetti acquaioli che, come la generalità dei Gerromorfi, si muovono sulla superficie dell'acqua, ma a differenza dei Gerroidei hanno movimenti lenti. Vivono in acque dolci, in ambienti d'acqua salmastra o salina. Preferiscono acque stagnanti e si portano spesso anche sulle rocce vicine o sulla vegetazione acquatica. Alcune specie sono prettamente terrestri.
Sono insetti predatori e si nutrono a spese di piccoli Artropodi, fra cui anche larve di zanzare. Le uova sono deposte su supporti emersi, diversi centimetri sopra la superficie dell'acqua.

## Sistematica
La famiglia comprende 119 specie ripartite fra sette generi in tre sottofamiglie:
- Heterocleptinae. Comprende due generi a diffusione tropicale:

- Herocleptes
- Veliometra

- Hydrometrinae. È la più rappresentativa ed è cosmopolita; comprende quattro generi:

- Baciliometra
- Chaetometra
- Dolichocephalometra
- Hydrometra

- Limnobatodinae. Comprende un solo genere, presente in regioni tropicali dell'America:

- Limnobatodes

La maggior parte delle specie si concentra nel genere Hydrometra, il più rappresentativo e diffuso, mentre gli altri generi comprendono un numero molto limitato di specie o sono addirittura monospecifici.
L'inquadramento sistematico della famiglia è controverso: alcune fonti, di varia datazione, riuniscono tutti i Gerromorfi, compresi quindi anche gli Hydrometridae, nella superfamiglia dei Gerroidea, che a sua volta sarebbe l'unico raggruppamento nell'ambito dei Gerromorpha.
Fonti più recenti discernono fra Rincoti acquatici (Nepomorfi) e Rincoti acquaioli (Gerromorfi), distinguendo in questi ultimi più superfamiglie, fra cui quella degli Hydrometroidea.
Altre fonti, infine, comprendono gli Hydrometroidea nell'infraordine dei Nepomorpha.